# Dorcadion ferruginipes
Dorcadion ferruginipes là một loài bọ cánh cứng trong họ Cerambycidae.